# Adelotypa mollis
Adelotypa mollis is een vlindersoort uit de familie van de prachtvlinders (Riodinidae), onderfamilie Riodininae.
Adelotypa mollis werd in 1877 beschreven door Butler.